# عبد الله فدعق (لاعب كرة قدم)
عبد الله فدعق (مواليد 18 سبتمبر 2002، لاعب كرة قدم إماراتي يجيد اللعب في الوسط مع نادي الظفرة معار من نادي الجزيرة.

## مسيرة اللاعب
لعب في نادي الجزيرة ونادي الظفرة.